# Lijst van voetbalinterlands Canada - China (vrouwen)
Deze lijst van voetbalinterlands is een overzicht van alle officiële voetbalinterlands tussen de nationale vrouwenteams van Canada en China. De landen hebben tot nu toe 29 keer tegen elkaar gespeeld.

## Wedstrijden
| №  | Plaats                | Datum             | Competitie                                    | Wedstrijd      | Uitslag            |
| -- | --------------------- | ----------------- | --------------------------------------------- | -------------- | ------------------ |
| 1  | Blaine                | 11 juli 1987      | Vriendschappelijk                             | Canada − China | 2 − 0              |
| 2  | Guangzhou             | 1 juni 1988       | FIFA Women's Invitation Tournament 1988       | China − Canada | 2 − 0              |
| 3  | Varna                 | 24 april 1990     | Grand Hotel Varna Cup                         | China − Canada | 2 − 0              |
| 4  | Ottawa                | 25 juli 1994      | Vriendschappelijk                             | Canada − China | 1 − 4              |
| 5  | New Britain           | 15 mei 1996       | U.S. Cup 1996                                 | China − Canada | 5 − 0              |
| 6  | Montréal              | 19 juli 1998      | Vriendschappelijk                             | Canada − China | 1 − 2              |
| 7  | Ottawa                | 21 juli 1998      | Vriendschappelijk                             | Canada − China | 0 − 4              |
| 8  | Lagos                 | 12 maart 2000     | Algarve Cup 2000                              | China − Canada | 4 − 0              |
| 9  | Newcastle             | 7 juni 2000       | Vriendschappelijk                             | Canada − China | 2 − 2 (n.p. 5 - 3) |
| 10 | Hershey               | 26 juni 2000      | Noord-Amerikaans kampioenschap 2000           | China − Canada | 3 − 2              |
| 11 | Foxborough            | 3 juli 2000       | Noord-Amerikaans kampioenschap 2000           | China − Canada | 2 − 1              |
| 12 | Faro                  | 17 maart 2001     | Algarve Cup 2001                              | China − Canada | 5 − 1              |
| 13 | Portland              | 2 oktober 2003    | WK 2003                                       | China − Canada | 0 − 1              |
| 14 | Shenzhen              | 30 januari 2004   | Four Nations Women's Football Tournament 2004 | China − Canada | 2 − 1              |
| 15 | St. John's            | 19 augustus 2006  | Vriendschappelijk                             | Canada − China | 0 − 0              |
| 16 | St. John's            | 22 augustus 2006  | Vriendschappelijk                             | Canada − China | 1 − 1              |
| 17 | Hangzhou              | 3 mei 2007        | Vriendschappelijk                             | China − Canada | 3 − 1              |
| 18 | Hangzhou              | 6 mei 2007        | Vriendschappelijk                             | China − Canada | 2 − 1              |
| 19 | Guangzhou             | 18 januari 2008   | Four Nations Women's Football Tournament 2008 | China − Canada | 0 − 0              |
| 20 | Tianjin               | 9 augustus 2008   | Olympische Spelen 2008                        | Canada − China | 1 − 1              |
| 21 | Chongqing             | 24 april 2010     | Vriendschappelijk                             | China − Canada | 2 − 0              |
| 22 | Toronto               | 30 september 2010 | Vriendschappelijk                             | Canada − China | 3 − 1              |
| 23 | Chongqing             | 21 januari 2011   | Four Nations Women's Football Tournament 2011 | China − Canada | 2 − 3              |
| 24 | Moncton               | 30 mei 2012       | Vriendschappelijk                             | Canada − China | 1 − 0              |
| 25 | Chongqing             | 12 januari 2013   | Four Nations Women's Football Tournament 2013 | China − Canada | 0 − 1              |
| 26 | Shenzhen              | 15 januari 2015   | Four Nations Women's Football Tournament 2015 | China − Canada | 1 − 2              |
| 27 | Edmonton              | 6 juni 2015       | WK 2003                                       | Canada − China | 1 − 0              |
| 28 | Parijs                | 20 juli 2016      | Vriendschappelijk                             | Canada − China | 1 − 0              |
| 29 | San Pedro del Pinatar | 19 februari 2025  | Pinatar Cup 2025                              | Canada − China | 1 − 1              |

## Samenvatting
| Competitie                               | Totaal gespeeld | Winst Canada | Gelijk | Winst China | Doelsaldo Canada – China |
| ---------------------------------------- | --------------- | ------------ | ------ | ----------- | ------------------------ |
| WK-eindronde                             | 2               | 2            | 0      | 0           | 2 − 0                    |
| Olympische Spelen                        | 1               | 0            | 1      | 0           | 1 − 1                    |
| Noord-Amerikaans kampioenschap           | 2               | 0            | 0      | 2           | 3 − 5                    |
| FIFA Women's Invitation Tournament       | 1               | 0            | 0      | 1           | 0 − 2                    |
| Algarve Cup                              | 2               | 0            | 0      | 2           | 1 − 9                    |
| Pinatar Cup                              | 1               | 0            | 1      | 0           | 1 − 1                    |
| Grand Hotel Varna Cup                    | 1               | 0            | 0      | 1           | 0 − 2                    |
| Four Nations Women's Football Tournament | 5               | 3            | 1      | 1           | 7 − 5                    |
| U.S. Cup                                 | 1               | 0            | 0      | 1           | 0 − 5                    |
| Vriendschappelijk                        | 13              | 4            | 3      | 6           | 14 − 21                  |
| Totaal                                   | 29              | 9            | 6      | 14          | 29 − 51                  |